# マルナカマスカット店
マルナカマスカット店は、岡山県倉敷市にある商業施設である。

## 沿革

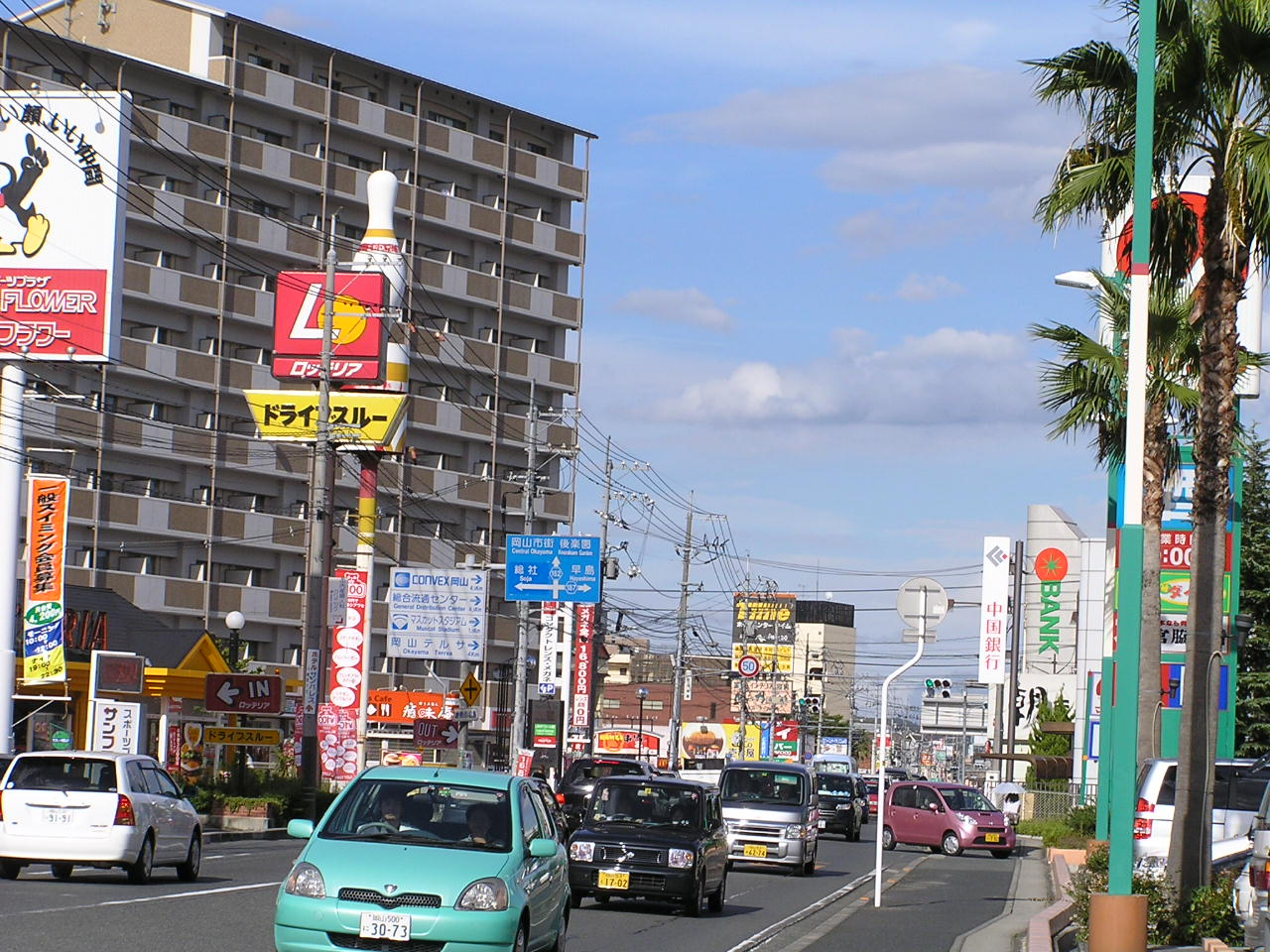
マルナカマスカット店前の道

- 1991年 - アストロパークくらしきが開店[1]
- 2004年
  - 2月25日 - アストロパークくらしきが閉店[2]
  - 5月1日 -(株)山陽マルナカがマルナカマスカット店が開店[3]
- 2020年10月15日 - 改装し再オープン[4]
- 2021年3月1日 - (株)山陽マルナカがマックスバリュ西日本に合併[5]。
- 2024年3月1日 - マックスバリュ西日本とフジ、フジ・リテイリングが合併したことで再度運営会社が変更され、フジによる運営となる。

## テナント[6]
- ダイヤクリーニング
- ダイソー
- キムラヤ
- 宮脇書店
- ふぇすたらんど
- 桃山亭
- ル・フォワイエ
- カフェ青山
- マサヤ
- ラ・フェイス
- シューズカンパニー
- ヒラマツ
- リフォームランドニーナ
- たかの友梨ビューティクリニック
- 中田歯科
- 江口眼科アストロコンタクト
- じょう泌尿器科
- さくら薬局
- ながしま形成外科
- パソコン教室わかるとできる
- 山陽新聞カルチャープラザ中庄教室
- 宝くじ